# Ana Merino
Ana Merino Norverto (Madrid, 1971) és una novel·lista, poeta, dramaturga i teòrica espanyola de la historieta espanyola, guanyadora del premi Nadal de novel·la de 2020 per la seva obra El mapa de los afectos. Pertany a la Generació Poètica del 2000. Llicenciada en Història Moderna i Contemporània per la Universitat Autònoma de Madrid, va realitzar un mestratge a la Universitat Estatal d'Ohio, i el doctorat a la Universitat de Pittsburgh, on va escriure una tesi sobre el còmic al món iberoamericà. És filla de l'escriptor José María Merino. És catedràtica i fundadora del MFA d'escriptura creativa en castellà a la Universitat d'Iowa, el qual va dirigir en la seva primera etapa de 2011 a 2018. Col·labora com a columnista a El País.

## Obra

### Poesia
- Preparativos para un viaje, Madrid, Rialp, 1995. Premi Adonáis.
- Los días gemelos, Madrid, Visor, 1997.
- La voz de los relojes, Madrid, Visor, 2000.
- Juegos de niños, Madrid, Visor, 2003. Premi Fray Luis de León.
- Compañera de celda, Madrid, Visor, 2006.
- Curación, Madrid, Visor, 2010.
- Hagamos caso al tigre, Madrid, Anaya: Sopa de libros, 2010. Il·lustracions de Francesc Capdevila, pseud. Max.
- El viaje del vikingo soñador, Madrid, Santillana, 2015. Il·lustracions de Francesc Capdevila, pseud. Max
- Los buenos propósitos, Madrid, Visor, 2015.

### Teatre
- Salvemos al elefante (2017), Santillana.
- La redención (2016), Reino de Cordelia.
- Las decepciones (2014), col·lecció [dis]locados; Literal Publishing/Conaculta.
- Amor: muy frágil (2013), Reino de Cordelia.

### Narrativa
- El mapa de los afectos, Madrid, 2020. Premi Nadal.
- El hombre de los dos corazones, Madrid, Anaya, 2009.

### Àlbum il·lustrat
- Martina y los piojos, León, Rimpego, 2017. Il·lustracions d'Axier Uzkudun.

### Assaig
- Diez ensayos para pensar el cómic, Eolas ediciones, Universitat de Lleó, 2017.
- El cómic hispánico, Madrid, Cátedra, 2003.

### Monografies
- Chris Ware (La secuencia circular), Madrid, Ediciones Sinsentido (col. Sin palabras, núm.8), 2005.
- Fantagraphics, creadores del canon, Gijón, Semana Negra (Fundació Municipal de Cultura i Educació. Ajuntament de Gijón), 2003.

## Premis i reconeixements
- Premi Adonáis de poesia de 1994 per Preparativos para un viaje.[4]
- Premi Nadal de novel·la de 2020 per El mapa de los afectos[5]